# Jacques François Alexis Got
Jacques François Alexis Got est un homme politique français né le 14 novembre 1763 à Trun (Orne) et décédé le 29 décembre 1846 à Bellême (Orne).

## Biographie
Clerc de procureur au début de sa carrière, il étudie le droit et devient procureur au bailliage de Mortagne-au-Perche. Secrétaire du district de Bellême sous la Révolution, il est ensuite juge civil au tribunal d'Alençon. Il est élu député de l'Orne au Conseil des Cinq-Cents le 24 germinal an VI. Hostile au coup d'État du 18 Brumaire, il s'installe comme homme de loi à Bellême. Rallié au Premier Empire, il devient procureur impérial à Mortagne, et est de nouveau député de l'Orne en 1815, pendant les Cent-Jours. Il est également président du conseil général.

## Sources
- « Jacques François Alexis Got », dans Adolphe Robert et Gaston Cougny, Dictionnaire des parlementaires français, Edgar Bourloton, 1889-1891 [détail de l’édition]